# Ленінградський район (Краснодарський край)
Ленінградський район — муніципальне утворення на півночі Краснодарського краю.
Районний центр — станиця Ленінградська.
Район розташовано у північній зоні краю, територія з рівнинної частини. Ґрунти в районі карбонатні чорноземні, з надр видобувається природний газ, глина і вода.
Найближча залізнична станція Північно-Кавказької залізниці — Уманська в межах Ленінградського сільського поселення.

## Адміністративний поділ
Територія Ленінградського району складається з:
- 12 сільських поселень
  - Бєлохуторськое сільське поселення — центр хутір Бєлий
  - Восточне сільське поселення — центр селище Бичевой
  - Западне сільське поселення — центр хутір Западний
  - Коржовське сільське поселення — центр хутір Коржи
  - Криловське сільське поселення Ленінградського району — центр станиця Криловська
  - Куліковське сільське поселення — центр хутір Куліковський
  - Ленінградське сільське поселення — центр станиця Ленінградська
  - Новоплатнировське сільське поселення — центр станиця Новоплатніровська
  - Новоуманське сільське поселення — центр селище Октябрський
  - Образцове сільське поселення — центр селище Образцовий
  - Первомайське сільське поселення — центр селище Первомайський
  - Уманське сільське поселення — центр селище Уманський

Загалом на території району розташовані 33 населених пункти: 3 станиці, 21 селище, 9 хуторів.